# Szijártó István
Szijártó István (Kaposvár, 1942. január 8. –) tanár, az irodalomtudomány kandidátusa.

## Tanulmányai
Kaposvár Táncsics Mihály Gimnázium, ELTE BTK – magyar–történelem tanári szak, Eötvös kollégista.  Debreceni Egyetem – vállalkozás-gazdasági szakmérnök, humán menedzser szakirány (2000) – MTA az irodalomtudomány kandidátusa (1985).

## Munkahelyek
Kaposváron a Táncsics Gimnázium tanára (1964–1976), majd a Tanítóképző Főiskola docense (1976–1984), az ELTE BTK XX. sz-i irodalom tanszék docense, az Eötvös Collegium tanára és igazgatója (1984–1993)
1991-ben alapította a Balaton Akadémiát, 1993–tól a vörösberényi, balatonboglári, 2003 óta keszthelyi székhelyű Balaton Akadémia tanára és igazgatója (Gábor Dénes Főiskola graduális képzés és Debreceni Egyetem posztgraduális képzés) .

## Fontosabb munkái
Hat könyvsorozat (258 kötet) szerkesztője 2020-ig, öt könyvsorozat kiadója is. Önálló kötetei: Sipos Gyula (kismonográfia, 1983), Gyergyai Albert (kismonográfia, 1993), Felelősségeink (1992), Lehetőségeink (1999), Kötelességeink (2006), kritikák, esszék, előadások, Papp Árpádról (2006, 2011, kismonográfia 2017) Egyöntetűségünk csodaszarvasa (1989–2001), Távlataink (rádió interjúk, 2015)."Hajótöröttek reménye" (2018) Húszéves a Százak Tanácsa (2018) Törtaranykorunk (2019)

## Ösztöndíjai
MTA-Soros Alapítvány (USA, Anglia, 1987, 1988 1990).

## Megbizatásai
a Széchenyi Társaság, a Berzsenyi Társaság, az Egészséges Utódokért Alapítvány és más szervezetek elnökségi tagja, kurátora, a Magyarok Világszövetsége elnökségi tagja, az anyaország régió utolsó elnöke (1989–2001), a Magyarok Világszövetsége 1992., 1996., 2000. évi kongresszusai szervezőbizottságának vezetője, a Pro Renovanda Cultura Hungariae kurátora az alapítástól a megszüntetésig (1990–2011) a Felzárkózás az Európai Felsőoktatáshoz Alap  (FEFA ) kuratóriumának tagja (1991–1994), megszüntetéséig tagja a Hungarológiai Tanácsnak (1992–2002), az Eötvös Collégium Baráti Körének elnöke (1995–2008), Tagja „A magyarság hírnevéért díjbizottság” (1996–1998), a Szent György Főiskola felkért rektora (2005–2008).1997-évi alapítása óta a Százak Tanácsa ügyvivője 2010 óta ügyvivő elnöke

## Díjai, elismerései
- Eötvös József emlékérem (1988)
- Magyar Felsőoktatásért (1992)
- az ELTE ezüst emlékérme
- Trefort Ágoston emléklap
- a Gábor Dénes Főiskola díja
- „A Magyarság Szolgálatáért” emlékérem
- az Erdély Világszövetség rubinja
- a Horvátországi magyarok jubileumi érme
- amerikai és európai egyetemek és szervezetek elismerései
- a Magyarok Világszövetsége 1992, 1996. és 2000. évi kongresszusainak megszervezéséért emlékérmek a Köztársasági Elnöktől
- Kaposvár Város Díszpolgára (2009)
- Magyar Örökség díj (2011)
- Magyar Érdemrend lovagkeresztje (2012)
- Márton Áron Emlékérem (2013)
- A Haza Embere oklevél (a Százak Tanácsától, 2014).
- a dr.Béres József emlékérem (2020)
- Bethlen Gábor-díj (2022)[1]

## Családja
Szülei: Szijártó Miklós, Kacsóh Aranka. Felesége: Csepinszky Márta.
Gyermekeik: István (1965), Karolina (1967), Krisztina (1967), Vera (1976).
18 unokájuk  és 8 dédunokájuk van.